# メッシュ (チーズ)

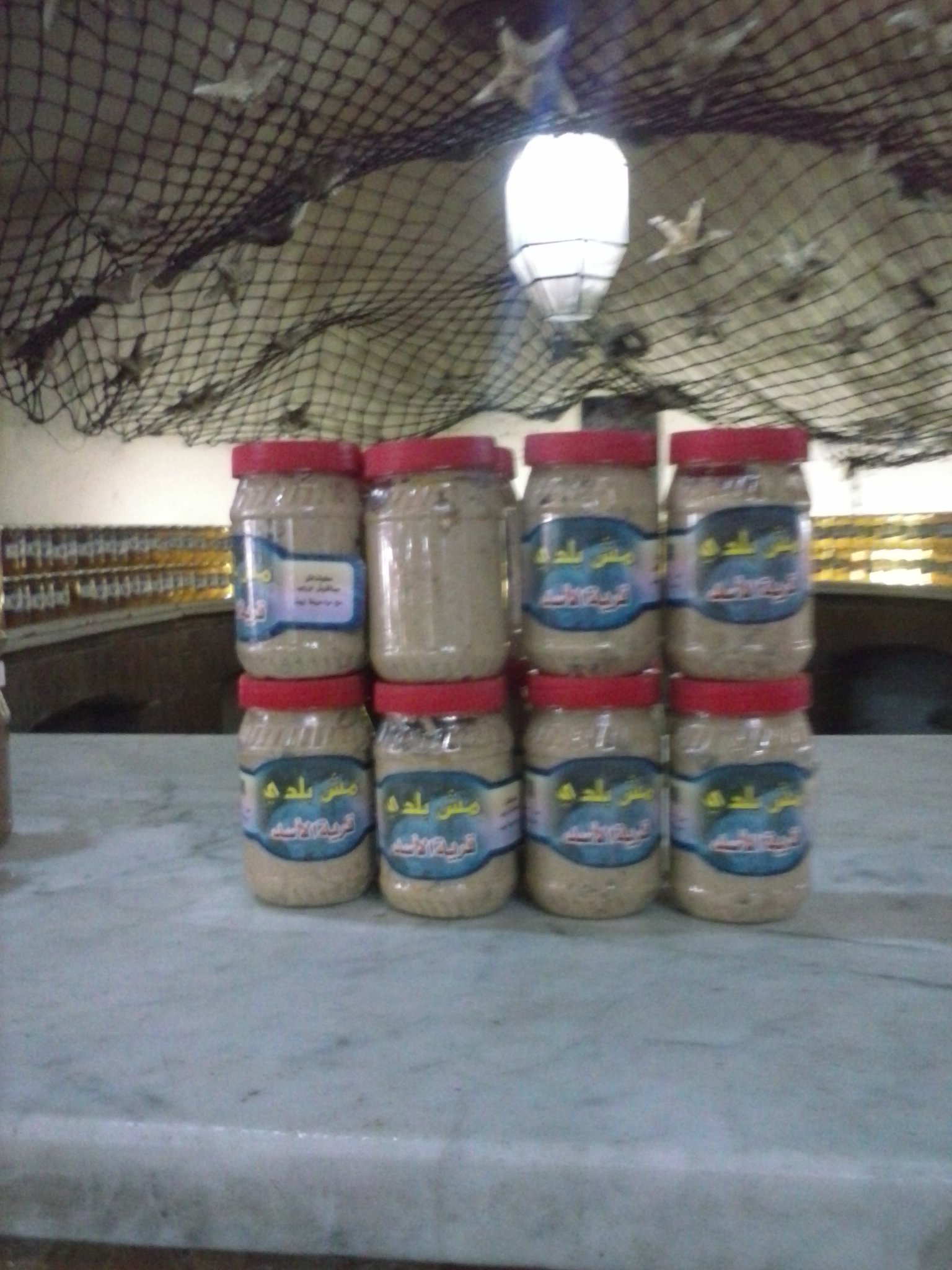
市場で売られるビン詰めメッシュ

メッシュ（アラビア語エジプト方言: مش、ローマ字表記: meš、発音: [meʃ]、英語: Mish）は、エジプトで一番古い乳製品で、数ヶ月または数年発酵させて作られる塩辛い伝統的なチーズである。
伝統的なメッシュは通常家庭で作られるが、いくらかは地元の市場でも売られていた。現代では、工場で大量に生産もされている。
現代に農村で伝統的な手法でのメッシュ作りに用いられている土製の甕は、サッカラで見つかった古代エジプト第1王朝のファラオ、ホル・アハの墓で発掘された紀元前3,200年の土器と似ていると報告されている。
エジプトの農村ではメッシュが主食的な位置を占め、都市部を含めたエジプト全体でも好まれる国民的チーズである。ロサンゼルス・タイムスは、メッシュとハルーミを「ファラオのチーズ」と表現した。

## 製法
メッシュは伝統的には通常家庭で余り物のカリーシュ・チーズから作られる。カリーシュ・チーズはカッテージチーズと訳されることが多いが、脱脂乳とレンネットからではなく、ラバン・ライーブ（バターミルク/ヨーグルトに相当）から水切り製法で作られる。
カリーシュ・チーズは水分を切られ、水ですすがれ、土器の壺に塩と層にして重ねられる。次に壺は、バターミルク、サワードミルク、ホエイ、モルタ、赤や緑のペッパーなどから作られた漬け液で満たされる。発酵を促進するためために古いメッシュがいくらか加えられ、密封された容器は、常温で1年以上放置される。容器を開けて一部を取り出して消費したり、新たに新鮮なチーズや他の材料を加えることもでき、漬け継がれていくためメッシュの保存期間に特に制限はなく決まっていない。多孔質な土器からは水分がゆっくりと放出されたり蒸発するので、漬け液が濃縮され保存がさらに効くようになると同時に、漬け液は徐々にペースト状に変化する。
完熟を迎えたメッシュは、黄色を帯びた茶色となり、ピリッと辛みが強く、大変塩辛く、鼻にツンとくる。特有の臭いは主に酪酸に由来する。チーズそのものはもちろんのこと、濃縮された半固形状になった漬け液も食される。
ドミアティやラスなどのさまざまな種類のエジプトのチーズから、熟成年数の異なるメッシュに似た製品も商業的に作られている。